# Угальде, Антонио
Антонио Угальде Гарсия (исп. Antonio Ugalde García, родился 13 мая 1976 года в Эсплугес-де-Льобрегат) — испанский гандболист, игравший на позиции левого крайнего в чемпионате Испании. В составе сборной Испании — бронзовый призёр Олимпийских игр 2000 года в Сиднее, вице-чемпион Европы 1998 года (провёл всего 96 игр и забил 150 голов). Старший брат гандболиста Кристиана Угальде.

## Достижения

### Клубные
- Победитель Кубка Короля: 2005/2006
- Победитель Кубка ЕГФ: 1994/1995, 1995/1996

### В сборной
- Бронзовый призёр Олимпийских игр: 2000
- Серебряный призёр чемпионата Европы: 1998
- Бронзовый призёр чемпионата Европы: 2000
- Чемпион Европы среди юниоров: 1994
- Серебряный призёр молодёжного чемпионата мира: 1995
- Серебряный призёр молодёжного чемпионата Европы: 1996

### Личные
- Лучший молодой игрок чемпионата Испании: 1996/1997
- Бронзовая медаль Королевской федерации гандбола Испании за заслуги перед спортом: 2001/2002[3]
- Серебряная медаль Королевского ордена спортивных заслуг (присуждена Верховным советом по спорту Испании): 2007